# (6090) Aulis
(6090) Aulis ist ein Asteroid aus der Gruppe der Jupiter-Trojaner. Damit werden Asteroiden bezeichnet, die auf den Lagrange-Punkten auf der Bahn des Jupiter um die Sonne laufen. (6090) Aulis wurde am 27. Februar 1989 vom belgischen Astronomen Henri Debehogne am La-Silla-Observatorium (IAU-Code 809) der Europäischen Südsternwarte in Chile entdeckt. Er ist dem Lagrangepunkt L4 zugeordnet.
Der Himmelskörper wurde nach Aulis benannt, dem antiken Hafen in Böotien in Mittelgriechenland, wo sich der Sage nach die griechische Flotte vor dem Aufbruch nach Troja versammelte.